# Kikuko Kanai
Pour les articles homonymes, voir Kanai.
Kikuko Kanai (金井 喜久子, Kanai Kikuko, née Kawahira), née le 13 mars 1911 - 17 février 1986, est une compositrice japonaise.

## Biographie
Née dans l'île Miyako-jima dans la préfecture d'Okinawa, Kikuko Kawahira étudie le chant à l'école de musique de Nihon  et la composition à l'académie de musique de Tokyo en compagnie de Kan'ichi Shimofusa et Kishio Hirao. En tant que compositrice, elle écrit des chansons et de la musique orchestrale en utilisant l'échelle pentatonique des îles Ryūkyū.
En 1954, elle étudie la méthode dodécaphonique au Brésil avec Hans-Joachim Koellreutter et incorpore des compositions atonales dans son travail,. Elle est lauréate du prix Mainichi de la culture en 1955 et reçoit un prix du gouvernement d'Okinawa pour son opéra Okinawa monogatari en 1968. Elle décède à Tokyo dans sa 76e année.

## Œuvres (liste partielle)
- Ryūkyū no min’yō (Chansons populaires des Ryūkyū), 1954
- Okinawa monogatari, opéra
- Miyako-jima engi (Légende de l'île de Miyako) (ballet), 1949
- Ryūkyū hiwa (Une histoire secrète des Ryūkyū) (ballet jazz), 1951
- Hiren Karafune (Love Tragedy on Tang Boat) (op. 4, Kanai et K. Yano), 1960
- Okinawa monogatari (Conte d'Okinawa), 1997
- Symphonie, no 1, 1938
- Okinawa buyō kumikyoku (Suite de danse d'Okinawa) : no 1, 1940, no 2, 1946
- Ryūkyū kyōsōkyoku (Rapsodie des Ryūkyū) no 1, 1946
- Symphonie, no 2, 1946
- Uruma no shi (Poem on Uruma), 1952
- Festival Overture ‘Hishō’, 1972
- Ryūkyū kyōsōkyoku no.2, octet pour piano-forte, 1950
- Ryūkyū Ballade, piano-forte, 1951
- Sonata, violon, piano-forte, 1952
- Brazil Rhapsody, piano-forte, 1955
- Hamachidori hensōkyoku (variations sur Hamachidori), koto, Electone, percussion, 1970
- Okinawa min'yō niyoru gasshōkyoku-shū (pièces chorales sur des chants populaires d'Okinawa), 1953–1960
- Haha to ko no Okinawa no uta (Chansons d'Okinawa pour une mère et son enfant), 1965

Une partie de son œuvre a été enregistrée et publiée sur CD, dont :
- Just For Me - Noriko Ogawa plays Japanese piano music (1997) BIS
- Bridges to Japan Audio CD (17 octobre 2000) Bis, ASIN: B0000508RU